# シャイニングスター
『シャイニングスター』（샤이닝스타、中国語題: 菲梦少女、英語題: Shining Star） は、K-POPアイドルを題材とした韓国・中国合作テレビアニメ作品。

## 概要
世界有数のアイドル養成学校「シャイニングスタースクール」に通ってレッスンを積み、やがて芸能界へとデビューを果たす主人公チェ・ナラと他のアイドルたちの切磋琢磨し合う姿を描いたアイドルアニメーションである。
2019年2月1日からYoutube公式チャンネルで、毎週火曜日と金曜日に1話ずつ追加公開される形式で、本編の無料配信が開始されており、韓国語・英語・日本語字幕などでの字幕視聴が可能となっている。
韓国では、2017年10月16日から韓国文化放送(MBC)で1話から52話までが連続して地上波テレビ放送された。
中国では、2019年1月23日から衛星チャンネルの嘉佳卡通卫视で1話から26話までが、『菲梦少女』のタイトルの下に中国語吹替版でテレビ放送された。同時に中国国内の動画サイト各社でもネット配信が開始された。
27話から52話は『菲梦少女2』のタイトルの下、動画サイト芒果TVで2019年8月13日より独占ネット配信され、2019年8月26日からは嘉佳卡通卫视でテレビ放送も開始される予定である。
アニメーション制作はマロスタジオ（MARO STUDIO）。マロスタジオと共に、韓国の芸能プロダクション・レコード会社大手であるSMエンタテインメントと、中国広東省のAlpha Culture（奥飞娱乐股份有限公司）が共同製作者として名を連ねている。
TVシリーズ版は30分番組で、マロスタジオでは現在、1-26話を1期、27-52話を2期と位置付けている。オリジナル版は韓国語音声で製作されている。1期は光州広域市の情報文化産業振興院からCG制作支援作品として選定され、2期は韓国政府のコンテンツ振興院から制作支援対象として選定された。
また、映画版も韓国政府のコンテンツ振興院から支援を受けて製作された。発表当初のタイトルは『劇場版シャイニングスター　舞台裏に隠れた少女』だったが、最終的にはタイトルが『劇場版シャイニングスター：新ルナクイーンの誕生！』に変更された。ヘラを主人公としたifストーリーであり、TVシリーズと映画は設定が異なっている。韓国では2019年7月18日からCJ CGV系列の映画館で独占公開され、270度3面スクリーン「ScreenX」方式での上映、シングアロングイベント、入場特典のアイドルカードプレゼントなど意欲的な取り組みが行われたが、累計観客動員数は15,750人にとどまった。2019年8月2日からはベトナムでも公開が始まった。

## 登場人物

### 主要人物
チェ・ナラ 채나라
声 - イ・ミョンホ　이명호
本作の主人公。外見も実力も平凡そのものだが、女性アイドル界の最高位＝「ミューズ」になって人々を幸せにしたいという大志を抱いた少女。第1話でジンとヘンデルに出会い、シャイニングスタースクールの入学オーディションへと挑む。
ユン・シア　윤시아
声 - パク・リナ　박리나
シャイニングスタースクール新入生の女子生徒。ダンスが得意。
ヤン・ソンイ　양송이　
声 - イ・ジヒョン　이지현
シャイニングスタースクール新入生の女子生徒。歌唱力に優れる。
カン・ヘラ　강헤라
声 - チェン・ヒェウォン　정혜원
シャイニングスタースクール新入生の女子生徒。財閥令嬢で勝気な性格。新入生の中ではNo.1の実力を誇る。
ジン　진
声 - オム・サンヒョン　엄상현
第1話からチェ・ナラの自宅の屋根裏部屋に下宿し始めたシャイニングスタースクールの男子生徒。
ヘンデル　헨델
声 - キム・セヘ　김새해
ジンが前ミューズのリナから託されたアイドル用携帯端末・マジックエージェントに搭載された人工知能。ウサギの姿をしている。
カリオペ　칼리오페
声 - キム・ウナ　김은아
現在のミューズであり、シャイニングスタースクールの実質的な学園支配者。
ビッグジェイ　빅제이
声 - シン・ヨンウ　신용우
敏腕プロデューサー。シャイニングスタースクールの校長。
シャーリー　셜리
声 - ホン・ソヨン　홍소영
元人気女性アイドルで、シャイニングスタースクールの教師。
ジャッキー・チュン　재키춘
声 - シン・ヨンウ　신용우
カリスマ振り付け師で、シャイニングスタースクールの教師。
ヒョヌ　현우
声 - シン・ヨンウ　신용우
ナラが応援している男性アイドル。人気男性アイドルグループ「フライデー」のメンバー。

## 音楽進行
- 音楽制作：SMエンタテインメント
  - ボーカル進行: SMROOKIES (韓国語版: コウン、ヒナ、ニンニン; 中国語版: コウン、イーヤン、ニンニン), バク・ジョンヨン、Onestar、キム・スチャン、イ・ジュヒョン、キム・ソヒョン、Agnes Shin、チェ・ヨウンギョン